# Bonjour Mireille (album, 1971)
Pour les articles homonymes, voir Bonjour Mireille.
Albums de Mireille Mathieu
Mireille... Mireille...
(1970) Mireille Mathieu chante Francis Lai
(1972)
Singles
1. Mille fois bravo
Sortie : 1971

Bonjour Mireille est le huitième album studio francophone de la chanteuse française Mireille Mathieu publié en 1971 par la maison de disques Barclay en France. Cet album, un des derniers à paraître chez la maison de disques Barclay, contient un tube de la chanteuse en France, Acropolis Adieu, qui sera souvent repris par la suite par les compilations de la chanteuse. 

## Autour de l'album
Mireille fait appel à de nombreux auteurs et compositeurs fétiches pour elle pour cet album :Patricia Carli, Pierre-André Dousset, Christian Gaubert ; Patricia Carli qui lui avait écrit l'immense tube : Pardonne-moi ce caprice d'enfant l'année précédente.
On peut noter la présence de Jean-Loup Dabadie sur cet album qui a écrit les paroles de la chanson C'était dimanche sur une musique de Paul de Senneville mais aussi la présence d'Eddy Marnay qui a écrit les paroles de Toi que j'aimerai. Par la suite, il écrira de nombreux textes pour la chanteuse notamment de la fin des années 1970 à la fin des années 1980.

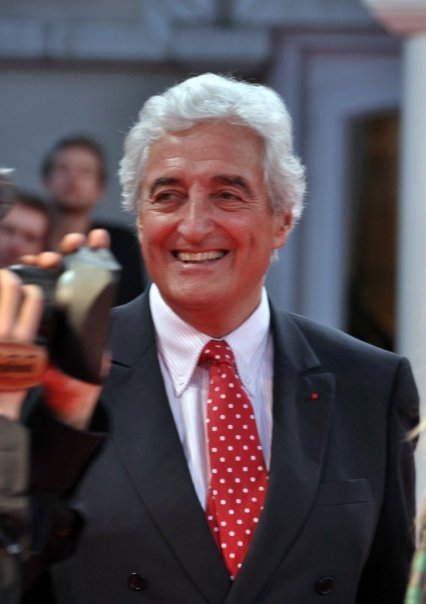
Jean-Loup Dabadie qui a écrit les paroles de C'était dimanche.

## Crédits
Mireille est accompagnée par :
- le grand orchestre de Ivan Jullien (À Brasilia et Quand vient l'automne)[1]
- le grand orchestre de Hervé Roy[1] (C'était dimanche)
- le grand orchestre de Christian Bruhn[1] (Merci Monsieur, très peu pour moi, Acropolis Adieu et Paris un tango)
- le grand orchestre de Christian Gaubert[1] (Il est tard, Mille fois bravo, Priez pour moi et Quand le lion est blessé)
- le grand orchestre de Roland Vincent[1] (On y revient toujours)
- le grand orchestre de Frédéric Farrugia[1] (Toi que j'aimerai)

La prise de son est de Francis Mannay.
La photo de la pochette est d'Alain Marouani.

## Chansons de l'album
| 1.                     | A Brasilia                       | Patricia Carli                                      | 3:21 |
| 2.                     | C'était dimanche                 | Jean-Loup Dabadie, Paul de Senneville               | 2:51 |
| 3.                     | Merci monsieur très peu pour moi | Catherine Desage, Christian Bruhn                   | 2:48 |
| 4.                     | Il est tard                      | Pierre-André Dousset, Christian Gaubert             | 2:29 |
| 5.                     | On y revient toujours            | Desca, Vline Buggy, Jacques Revaux                  | 3:12 |
| 6.                     | Acropolis Adieu                  | Catherine Desage, Christian Bruhn                   | 3:25 |
| 7.                     | Mille fois bravo                 | Pierre-André Dousset, Giorgio Bracardi              | 3:04 |
| 8.                     | Paris un tango                   | Frédéric Botton, Christian Bruhn                    | 2:49 |
| 9.                     | Priez pour moi                   | Pierre-André Dousset, Christian Gaubert, René Pratx | 2:37 |
| 10.                    | Quand le lion est blessé         | Pierre-André Dousset, Christian Gaubert             | 3:10 |
| 11.                    | Toi que j'aimerai                | Eddy Marnay, François Farrugia, Oliver              | 2:56 |
| 12.                    | Quand vient l'automne            | Patricia Carli, Léo Missir                          | 2:09 |
| 35 minutes 52 secondes |                                  |                                                     |      |

## Reprises
Cet album contient trois titres qui sont des adaptations de chansons allemandes :  
- le premier, Merci Monsieur, très peu pour moi, en allemand Es geht mir gut, Chéri.
- le second, Acropolis Adieu, en allemand Akropolis Adieu.
- le dernier titre à être adapté, Paris un tango en allemand Der pariser Tango.

## Single
L'album ne contient qu'un seul single qui sortira sous le format 45 tours, contenant 4 titres (Mille fois bravo, Priez pour moi, Acropolis adieu et Quand vient l'automne). Le single atteindra la 4e place des ventes au mois de décembre 1971, devenant la 20e meilleure vente de disques de l'année 1971 avec plus de 300 000 exemplaires écoulés.

## Publication dans le monde
L'album est publié en  France chez Barclay (Référence Barclay 80.444 u) en 1971 mais également dans de nombreux pays étrangers :
| Pays      | Maison de disques                                                 | Date de sortie |
| --------- | ----------------------------------------------------------------- | -------------- |
| Canada    | Polydor (Référence Polydor 2424 056)                              | 1971           |
| Japon     | Teichiku Records, Overseas (Référence Teichiku Records UPS 160-V) | 1972           |
| Brésil    | Tapecar (Référence Tapecar 80.444 u)                              | 1971           |
| Liban     | SLD (Référence SLD 15004 L)                                       | /              |
| Thaïlande | Giant (Référence Giant TD-1126)                                   | /              |

## Classements
| Pays   | Meilleure position | Certification | Ventes |
| ------ | ------------------ | ------------- | ------ |
| Canada |                    | Or            | 50 000 |